# Cincinnati Jungle Kats
Die Cincinnati Jungle Kats waren ein Arena-Football-Team aus Cincinnati, Ohio, das nur ein Jahr im Arena Football operierte. Die einzige Saison absolvierten die Jungle Kats in der af2. Ihre Heimspiele trugen sie in der U.S. Bank Arena aus.

## Geschichte
Die Jungle Kats wurden 2007 gegründet. Die Besitzer der Franchise waren der langjährige NFL-Defensive Tackle Sam Adams, der auch für die Cincinnati Bengals spielte und allen voran Baseball Legende Ken Griffey Jr.
Nach nur einem Jahr löste sich der Verein allerdings wieder auf.

### Saison 2007 (af2)
Die einzige Saison der Jungle Kats verlief alles Andere als optimal. Sie beendeten die Saison mit nur einem Sieg aus 16 Spielen. Der einzige Sieg gelang am 5. Mai 2007 gegen die Fort Wayne Fusion. Das Spiel wurde knapp mit 35:32 gewonnen.

## Zuschauerentwicklung
| Jahr | Zuschauerdurchschnitt |
| ---- | --------------------- |
| 2007 | 3.565                 |

In der einzigen Saison der Franchisegeschichte lag der Zuschauerdurchschnitt bei 3.565 Zuschauern pro Heimspiel. Im Vergleich zu den anderen Mannschaften in dieser Saison, rangierten sie diesbezüglich im unteren Mittelfeld.
Ein ähnliches Schicksal ereilte die Stadt Cincinnati mit den 2003 gegründeten Cincinnati Swarm, die ebenfalls nur ein Jahr operierten und anschließend aufgelöst wurden. Auch hier war das fehlende Zuschauerinteresse hauptverantwortlich.
Die meisten Zuschauer verfolgten das erste Saisonspiel am 31. März 2007 gegen die Quad City Steamwheelers, als man 21:81 vor 4.853 Zuschauern unterlag.

## Stadion
Die Jungle Kats absolvierten ihre Heimspiele in der U.S. Bank Arena in Cincinnati. Das für Arena Football mit 14.453 Zuschauern ausgestattete Stadion wurde bereits von vielen anderen Minor Eishockey und Basketballvereinen genutzt. 
Aktuell wird über einen Abriss, respektive Neubau der Arena nachgedacht.